# Lake Francis (New Hampshire)
Der Lake Francis ist ein 7,83 km² großer Stausee im Norden des US-Bundesstaats New Hampshire, genauer im dortigen Coös County. 
Durch den See fließt der 655 km lange Connecticut River, dessen Oberlauf zuvor zwei weitere Stauseen gefüllt hat. Nordwestlich des Francissees befindet sich das knapp 900 Einwohner zählende Pittsburg. Der See bildet den Kern des Lake Francis State Park.

## Geschichte

### Indian Stream Territory (1832–1835), Anschluss an USA (1842)
Die Region im Norden von New Hampshire war lange zwischen Kanada und den USA umstritten. Am 9. Juli 1832 gründeten die dortigen Siedler eine eigene Regierung und nannten sich nach einem Fluss der Gegend; Indian Stream Territory. Es bestand bis 1835. 1840 wurde die Siedlung Pittsburgh inkorporiert, konnte sich also nunmehr selbst verwalten und einen Bürgermeister wählen, 1842 wurde das Gebiet mit dem Webster-Ashburton-Treaty an den Bundesstaat New Hampshire übertragen.

### Bau der Staumauer, Stromgewinnung, TransCanada (ab 1940)
1940 entstand der Murphy-Damm, der dem Ausgleich des schwankenden Energiebedarfs dienen sollte, indem er das Wasser in Zeiten geringen Stromverbrauchs zurückhielt, um es zwecks Stromerzeugung in Zeiten hohen Bedarfs abfließen zu lassen. Einige der benachbarten Seen, wie der First Connecticut Lake und der Second Connecticut Lake, die weiter am Oberlauf des Connecticut liegen, und die im Eigentum von TransCanada sind, dienen über einjährige Zyklen dem Ausgleich des schwankenden Strombedarfs; sie haben ein großes Reservoir zur Verfügung. Andere hingegen verfügen nur über kleinere Reservoirs und haben dementsprechend einen Wochen- oder gar Tageszyklus. Keiner der Dämme im Norden New Hampshires dient der kontinuierlichen Stromgewinnung am ansonsten frei durchfließenden Fluss. Die Francissee-Staumauer mit einer Höhe von rund 40 m befindet sich als einzige der Stauanlagen im Besitz der New Hampshire DES Water Division, wird aber von dem Energieunternehmen TransCanada betrieben. Sie dient neben der Energieversorgung vor allem der Wasserbevorratung. Insgesamt unterhält TransCanada in New Hampshire acht Stauseen, von denen sechs vorwiegend der Stromgewinnung und zwei der Wasserbevorratung dienen. Für das Passieren von Fischen sind keinerlei Vorrichtungen errichtet worden, weder stromauf- noch stromabwärts.

## Geographie

### Flora und Fauna
Mehr als 100 Vogelarten wurden am Francissee beobachtet. Gelegentlich werden Elche und Schwarzbären gesichtet.